# تلماسه

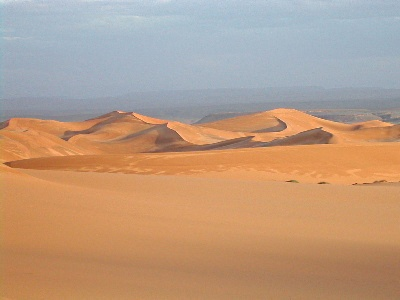
ریگ روان در صحرای الجزایر

تَلماسه (به انگلیسی: Dune) یک زمین‌چهر است که از ماسه‌های ناشی از باد یا آب تشکیل یافته است. معمولاً به شکل تپه یا برآمدگی پدیدار می‌شود. این گونه تپه‌ها در کویر و در قسمت بالاتر از سطح جزر و مد ساحل‌ها دیده می‌شوند. از مناطق بزرگ تلماسه‌ای جهان می‌توان از ربع‌الخالی و بیابان گوبی نام برد.

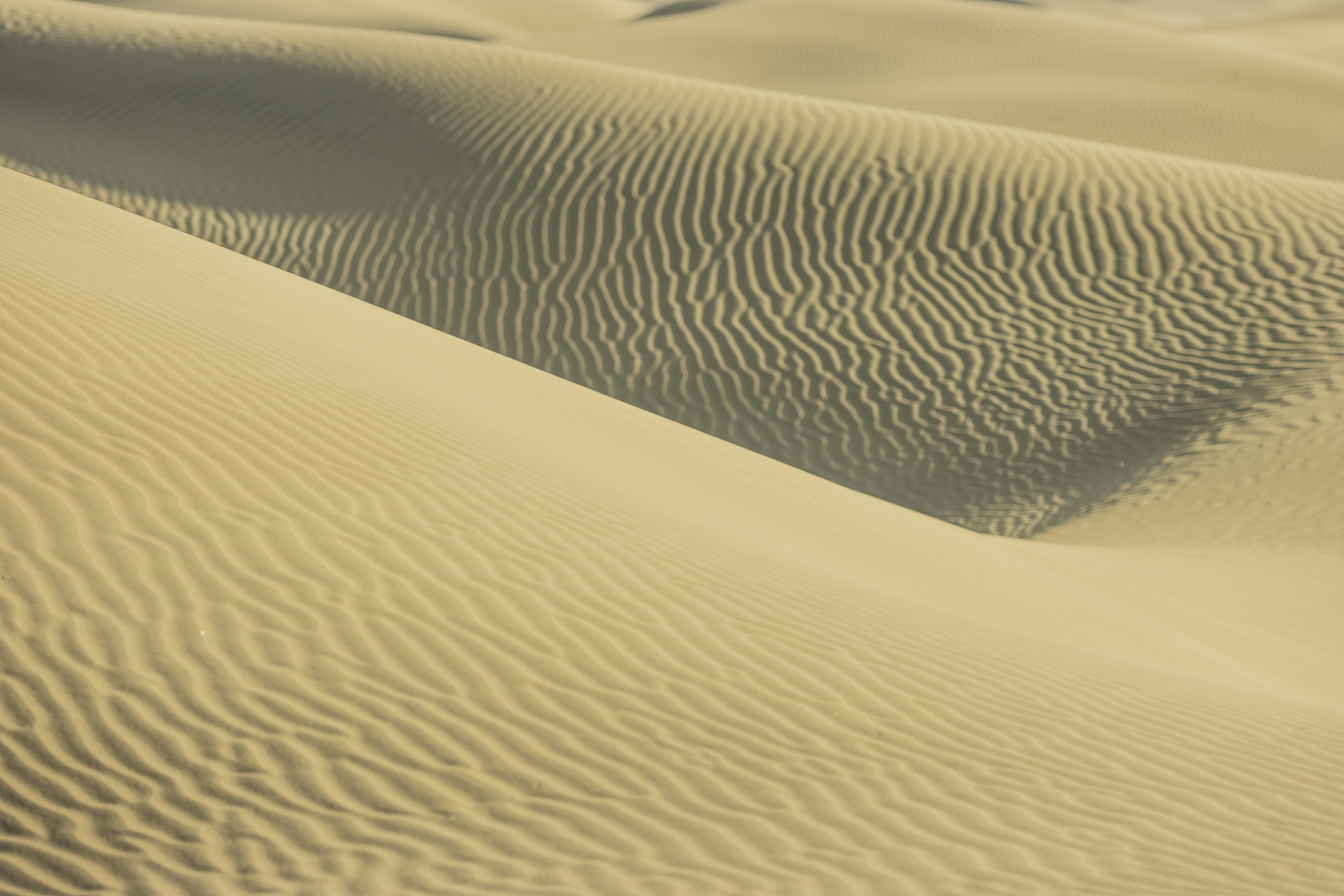
تپه رمل‌های ماسه‌ای کویر مرنجاب در استان اصفهان ایران

طرز تشکیل تل‌ماسه‌ها بدین صورت است که ماسه‌هایی که به‌وسیله باد در سطح زمین در حرکت هستند، پس از رسیدن به موانعی در سر راه خود از قبیل گیاهان، قطعات سنگ یا عوارض طبیعی دیگر، سرعت باد کاهش یافته و در نتیجه ذرات ماسه از حرکت متوقف می‌شود. این ذرات در اطراف موانع انباشته شده و بتدریج به مقدار آنها افزوده می‌شود.
شرط اساسی برای تشکیل تلماسه وجود باد و مقدار کافی ماسه‌های قابل انتقال توسط باد است. در دو طرف تپه‌های ماسه‌ای دو شیب متفاوت دیده می‌شود. دامنه‌ای که به طرف باد است دارای شیب ملایم‌تر در حدود ۵ تا ۱۵ درجه می‌باشد و دامنه عکس جهت باد دارای شیب تندتر در حدود ۲۰ تا ۲۵ درجه می‌باشد.
تلماسه پس از تشکیل در جهت حرکت باد جابجا می‌شوند. به این ترتیب که باد ذرات ماسه را از سمت مقابل خود به طرف بالا و جلو می‌راند و پس از رسیدن به قله (نقطه قرار) در سمت دیگر به پایین می‌افتد. تکرار این عمل به تدریج موجب جابجایی تپه می‌شود. این جابجایی گاهی به ۱۰ تا۲۰ متر در سال می‌رسد. در سطح تپه‌های ماسه‌ای برجستگی‌هایی دیده می‌شود که به آن اثر موجی می‌گویند.
ارتفاع تلمایه متغیر می‌باشد و به ندرت از ۲۰ متر تجاوز می‌کند ولی گاهی از اوقات ارتفاع آنها زیاد شده و به ۱۰۰ متر نیز می‌رسد. برای مثال ارتفاع تلماسه شرق کویر لوت گاهی به بیش از ۱۰۰متر نیز می‌رسد. جنس تلم اغلب از کوارتز است ولی گاهی گچ، آهک، رس، خاکسترهای آتشفشانی و مواد دیگر، در آنها دیده می‌شود. وجود این مواد در تپه‌های ماسه‌ای حاکی از فراوانی آنها در محل است.

## انواع
شکل تپه‌های ماسه‌ای متفاوت است و از این جهت آنها را برحسب شکل و چگونگی تشکیل‌شان به دسته‌های مختلف تقسیم می‌کنند که مهم‌ترین آنها عبارتند از:

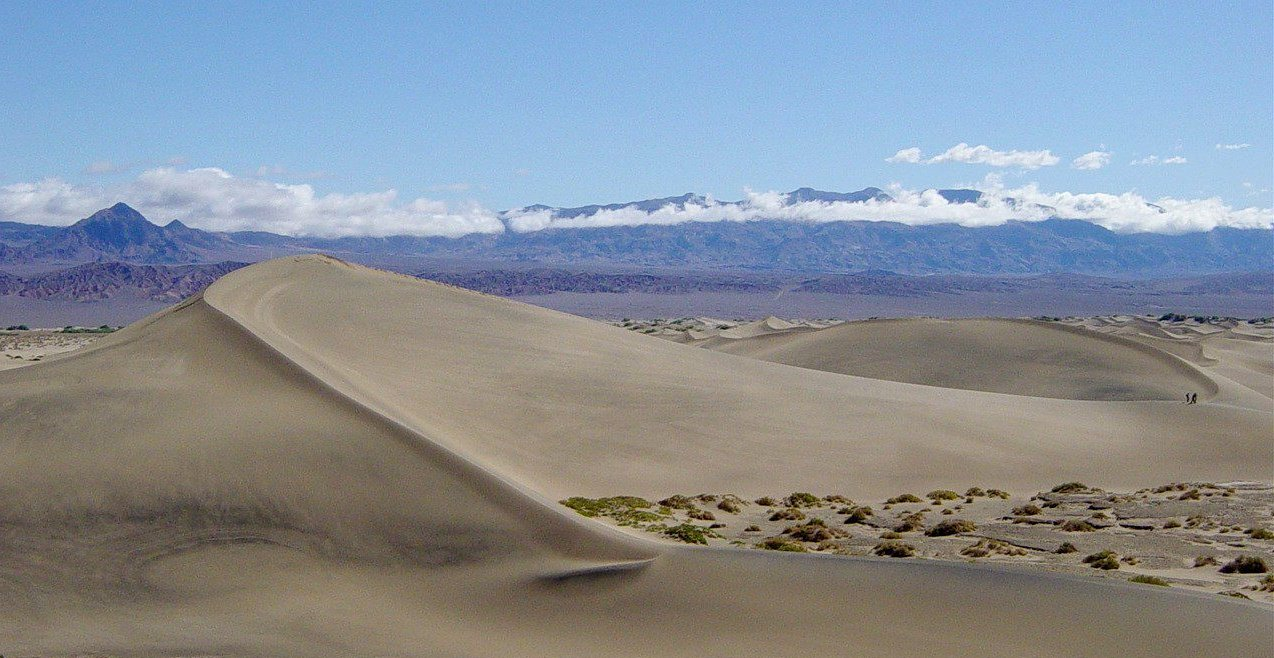
برخان.

- بَرخان: این دسته از تپه‌های ماسه‌ای هلالی شکل بوده و به صورت متقارن یا غیرمتقارن دیده می‌شود. دارای دو گوشه تیز می‌باشند که جهت باد را نشان می‌دهند. قسمت کوژ این تپه‌ها در جهت باد و کاو آن در جهت مقابل باد است. برخان در مناطقی که جهت باد همیشه ثابت است تشکیل می‌گردد. این نوع تپه‌ها متحرک بوده و هرچه کوچکتر باشند مقدار جابجایی آنها بیشتر می‌باشد. اگر یک یا چند برخان در کنار یکدیگر تشکیل شود، برخان‌های عرضی تشکیل می‌شود. در این نوع تپه‌ها جهت باد غالب منطقه عمود بر محور تپه‌ها است. اگر یکی از بازوها به علت تغییر باد غالب یا بادهای فرعی توسعه یابد و رشد نماید یک تپه طولی تشکیل می‌شود که محور تپه موازی باد غالب منطقه است.
- سیف: یکی از اشکال فرسایش تراکمی در بیابان است که به شکل تپه‌های ماسه‌ای طولی است این تپه‌ها در جایی تشکیل می‌شوند که بادهای غالب از دو جهت عمود برهم بوزند و برجستگی ماسه‌ای کنار برخان را دچار کشیدگی کنند.[۳] سیف به معنی شمشیر که نام آن از زبان مردم محلی در صحرای سینا گرفته شده، تپه ماسه‌ای کشیده است. نوک آن تیزو انتهای آن مدور است. دامنه مخالف باد دارای شیب تندتری نسبت به دامنه رو به باد دارد. قسمت پیشانی آن مثلثی با یال‌های تیز و گاهی قوسی شکل است.
- سیلک: سیلک‌ها از اتصال سیف‌ها و به صورت خطوط موج داری به‌وجود می‌آید و تشکیل آن بستگی به باد غالب منطقه دارد. شکل کلی آنها دندانه‌دار و مارپیچی است.
- تپه‌های ماسه‌ای طولی: تپه‌های ماسه‌ای طولی که به آنها دون ریسمانی نیز گفته می‌شود، تپه‌های باریکی هستند که به شکل رشته‌های طویل دیده می‌شوند و طول آنها نیز در امتداد جهت باد قرار گرفته است. طول این تپه‌ها گاهی به ۸۰تا ۱۰۰کیلومتر و ارتفاع آنها به ۵۰ تا ۱۰۰ متر نیز می‌رسد.
- تپه‌های ماسه‌ای عرضی: این نوع تپه‌ها معمولاً در نواحی که مقدار ماسه فراوان و جهت باد نیز ثابت است به شکل رشته‌هایی از تپه‌های ماسه‌ای که متصل به هم (معمولا از اتصال چند برخان که امتداد آنها عمود بر جهت باد است) تشکیل می‌شوند.
- تپه‌های ماسه‌ای درهم: به تپه‌هایی که به علت تغییر دائمی جهت باد دارای هیچ نوع فرم و شکل شخصی نمی‌باشند گفته می‌شود.
- قورد یا هرم‌های ماسه‌ای: قوردها نتیجه تجمع برخان‌ها و سیف‌ها هستند. برخان‌ها و سیف‌ها در جهات مختلف به تدریج به یک نقطه متوجه می‌شوند و در نتیجه، عوامل و موانع گوناگون از پیشرفت آنها جلوگیری می‌نماید، در این حالت تپه‌های ماسه‌ای در اثر بادهای مسلط، تشکیل توده عظیمی را می‌دهد که همان قورد است. ارتفاع این تپه‌ها بلندتر از سایر تپه‌ها است.
- تپه‌های ستاره‌ای: دارای سطوح لغزشی متعدد هستند که در نتیجه وزش بادهای از چند جهت حاصل شده‌اند. این تپه‌ها عموماً دارای یک برجستگی بلند در وسط و سه یا تعداد بیشتری بازوی شعاعی در اطراف هستند.

## حرکت تلماسه
توده شن در تپه‌های ماسه‌ای می‌تواند در سمت باد و سمت پشت به حرکت کند، بسته به اینکه باد از پایین تپه ماسه‌ای با آن برخورد می‌کند یا از قله آن. در صورت برخورد باد از بالا، ذرات شن در سمت پشت به باد حرکت می‌کنند. روندگی شن در سمت پشت به باد بیشتر از روندگی شن در جهت باد است. برعکس، اگر باد از پایین با ماسه برخورد کند، ذرات شن در سمت باد حرکت می‌کنند. علاوه بر این، اگر باد هنگام برخورد با تلماسه، حامل ذرات ماسه باشد، ذرات شن تپه بیشتر از زمانی که باد حامل ذرات نیست، جابه‌جا می‌شوند.

## نگارخانه

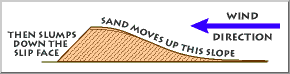
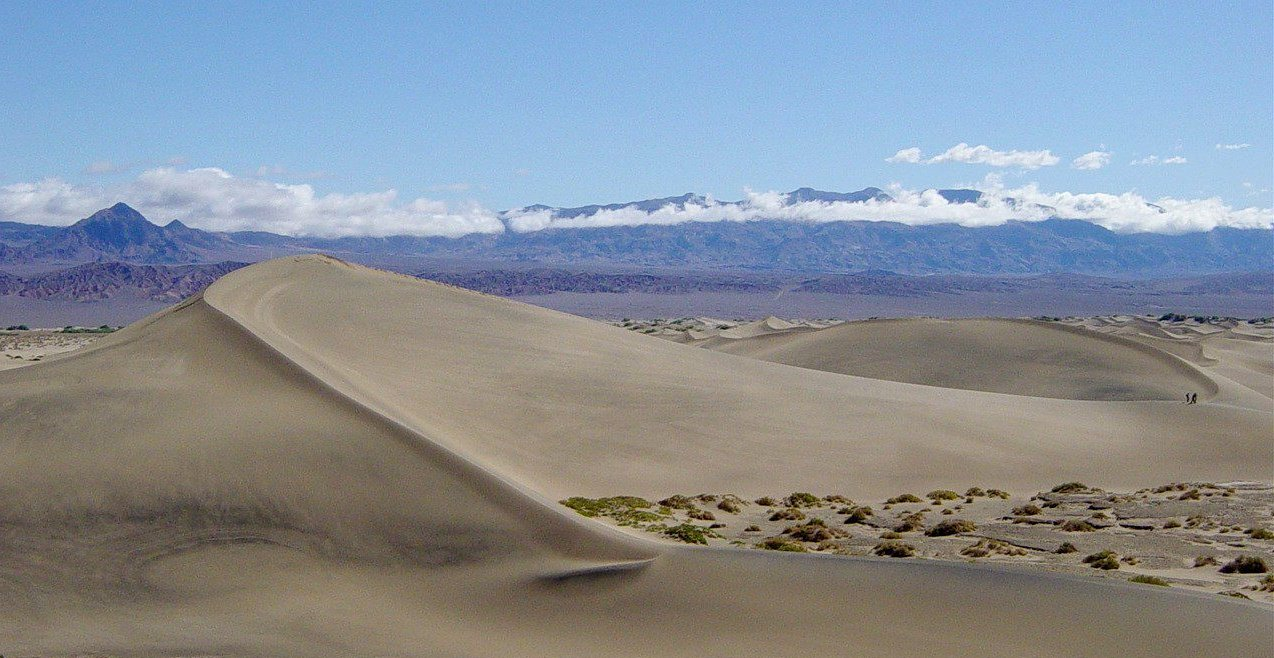
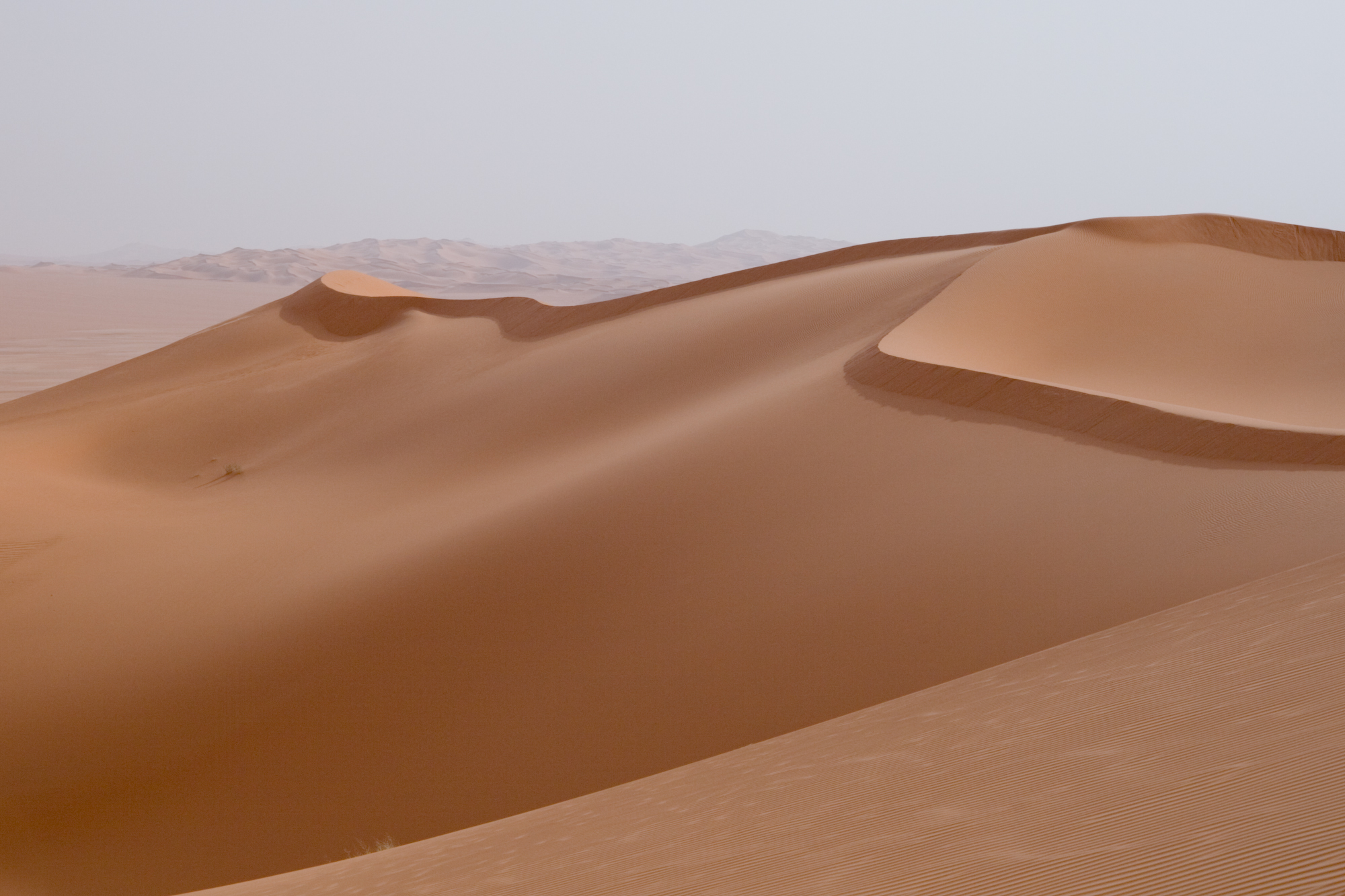
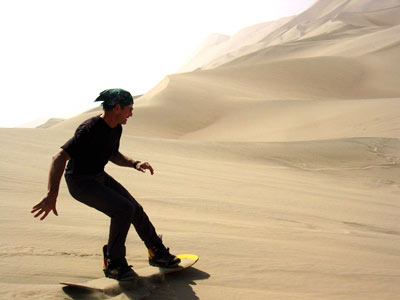
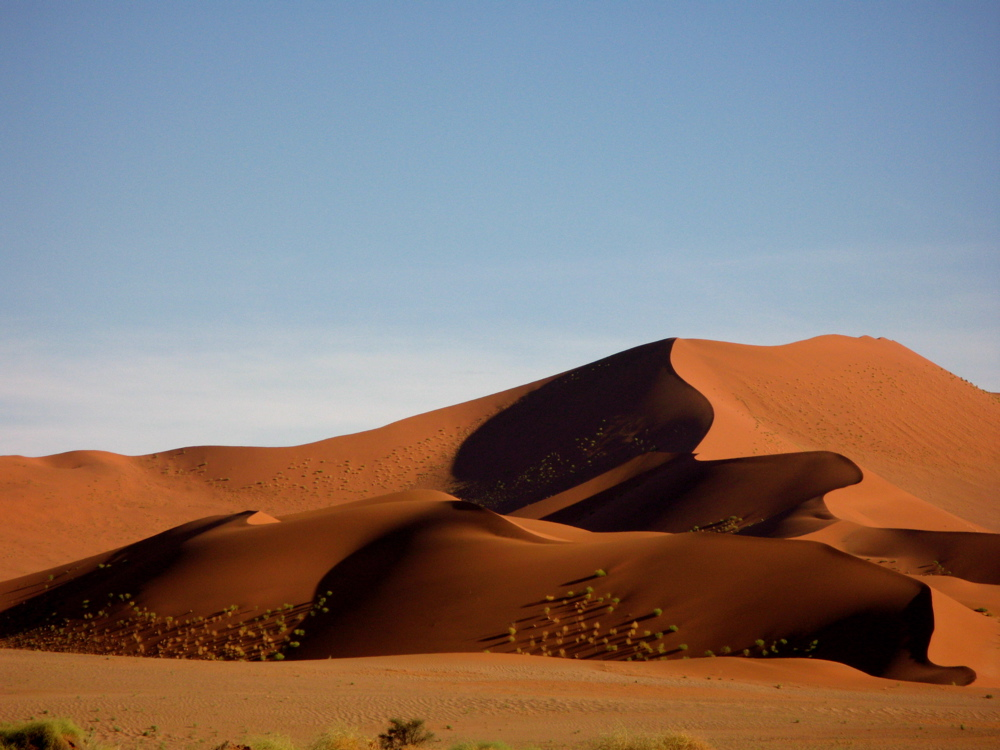
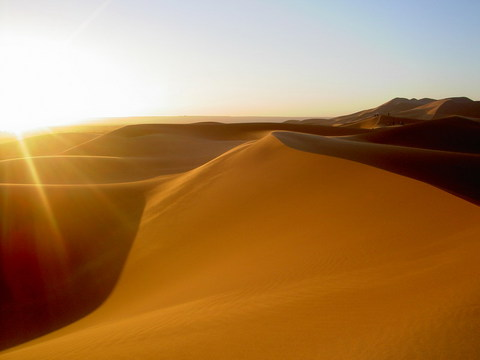